# Anneliese Rohrer

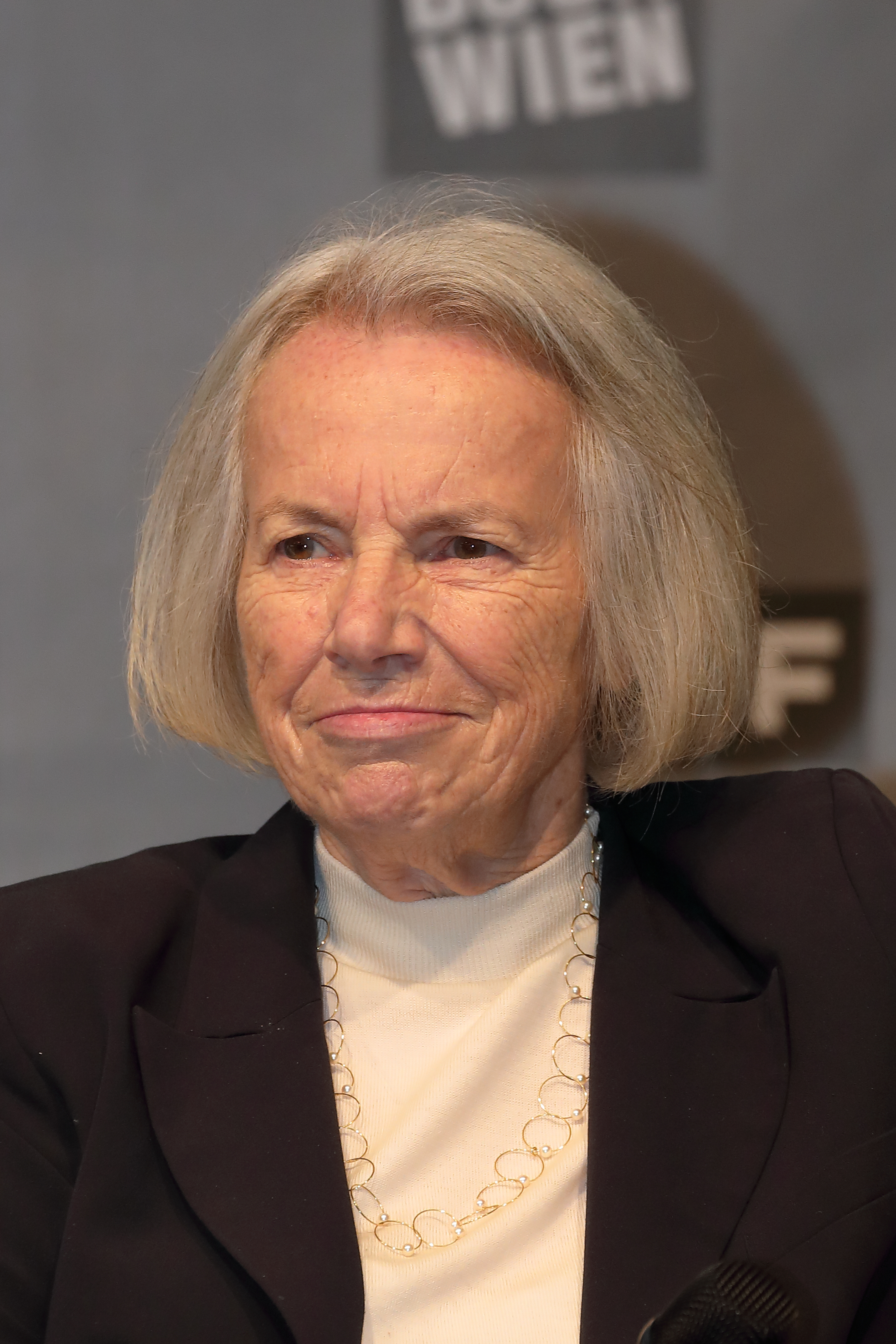
Anneliese Rohrer (2018)

Anneliese Rohrer (* 24. September 1944 in Wolfsberg) ist eine österreichische Journalistin.

## Leben
Sie wuchs als mittlere dreier Töchter bei ihrer Mutter, die ein Möbelgeschäft in Klagenfurt übernommen hatte, ohne Vater – der Nationalsozialist war 1944 in Jugoslawien gefallen – in Kärnten auf. Nach Volksschule und Gymnasium sowie bestandener Matura 1963 erhielt sie ein American-Field-Service-Stipendium in Toledo, Ohio (USA). Als sie später nach Österreich zurückkam, nahm sie ein Studium der Rechtswissenschaften an der Universität Wien auf, wechselte dann aber zu Geschichte und promovierte 1971 zum Dr. phil.
Im Bestreben, möglichst weit weg von Österreich zu sein, arbeitete sie danach drei Jahre lang als Universitätsassistentin in Auckland (Neuseeland). Zurück in Österreich, konnte sie 1974 sofort als Journalistin bei der österreichischen Tageszeitung Die Presse beginnen, obwohl sie bis dahin noch keinerlei journalistische Vorerfahrungen gesammelt hatte. 1987 übernahm sie dort die Leitung des Ressorts Innenpolitik. 1995 wurde nicht sie, sondern Andreas Unterberger zum Chefredakteur der Presse befördert. Nach Differenzen mit Unterberger wechselte sie 2001 in das Ressort Außenpolitik, das sie bis zu ihrer von der Zeitung erzwungenen Pensionierung im Jahr 2004 leitete.
2005 erschien das Buch „Charakterfehler: Die Österreicher und ihre Politiker“. Von 2006 bis 2009 schrieb sie im Kurier, wo sie jeden Mittwoch das politische Geschehen kommentierte. Seit 2010 schreibt Rohrer wieder regelmäßig für Die Presse, bis März 2016 unter anderem in ihrem Blog „Rohrers Reality-Check“, seither in der Rubrik „Quergeschrieben“.
Darüber hinaus lehrt sie an der Fachhochschule Wien Journalismus und sitzt im Beirat des Monatsmagazins Datum. Einer breiteren Öffentlichkeit wurde Rohrer auch durch die regelmäßige Teilnahme an Diskussionssendungen im österreichischen Fernsehen und dem Radiosender Ö1 bekannt. In der Öffentlichkeit wird Rohrer durch ihre langjährige Tätigkeit als kritische Beobachterin und Kommentatorin des innenpolitischen Geschehens immer wieder Doyenne oder Grande Dame der österreichischen Politberichterstattung genannt. Im ORF-Wien-Podcast „Rohrer bei Budgen“ analysiert Rohrer zweiwöchentlich politische Aufregerthemen des Landes.
Anneliese Rohrer ist die Mutter der Filmregisseurin Katharina Rohrer. Die im Februar 2022 verstorbene Schauspielerin Hanne Rohrer ist ihre jüngere Schwester.

## Auszeichnungen
- Kurt-Vorhofer-Preis (2003)
- Journalist des Jahres – Preis für das Lebenswerk (2011)[9]
- Medienlöwin für das Lebenswerk (2012)[10]
- Journalistin des Jahres in der Kategorie Kolumnisten (2018, 2020, 2022 und 2024)[11][12][13][14]
- Concordia-Preis 2024 für das Lebenswerk[15]

## Publikationen
- Plädoyer für einen neuen Kaffeehaus-Journalismus! In: Thomas Hofer (Hrsg.): Dagegen sein ist nicht genug. Kremayr & Scheriau, Wien 2015, ISBN 978-3-218-00994-2.
- Ende des Gehorsams. Braumüller 2011, ISBN 978-3-99100-061-7
- Mehr Qualität, weniger Beliebigkeit. In: Reinhard Christl, Silke Rudorfer (Hrsg.): Wie werde ich Journalist/in? Wege in den Traumberuf. LIT, Wien 2007, ISBN 978-3-7000-0687-9, S. 51 ff.
- Charakter Fehler. Die Österreicher und ihre Politiker. Ueberreuter 2005, ISBN 978-3-8000-7088-6
- Die Mutter, die ich sein wollte. Die Tochter, die ich bin, gemeinsam mit Birgit Fenderl, Braumüller Verlag, Wien 2018, ISBN 978-3-99100-255-0